# NGC 5788
NGC 5788 is een spiraalvormig sterrenstelsel in het sterrenbeeld Ossenhoeder. Het hemelobject werd op 21 april 1887 ontdekt door de Amerikaanse astronoom Lewis A. Swift.

## Synoniemen
- MCG 9-24-49
- ZWG 273.32
- NPM1G +52.0224
- PGC 53189